# Inducción al suicidio
La inducción, incitación o provocación del suicidio se refiere a las conductas que pueden conducir directa o indirectamente al suicidio de otra persona, y que en algunos países son punibles por la ley.

## Legislación
En algunos países, la inducción al suicidio es un delito que consiste en ejercer una influencia física o mental sobre la víctima, para conseguir que en un momento dado ésta se suicide. Es una conducta penada por tratarse de una figura muy similar al homicidio o asesinato, que atenta contra el derecho a la vida.

### Argentina
El Código Penal de la Nación Argentina establece en el artículo 83:

Será reprimido con prisión de uno a cuatro años, el que instigare a otro al suicidio o le ayudare a cometerlo, si el suicidio se hubiese tentado o consumado.

### Colombia
En Colombia, el artículo 107 del Código Penal tipifica el delito de inducción o ayuda al suicidio:

El que eficazmente induzca a otro al suicidio, o le preste una ayuda efectiva para su realización, incurrirá en prisión de treinta y dos (32) a ciento ocho (108) meses.

Cuando la inducción o ayuda esté dirigida a poner fin a intensos sufrimientos provenientes de lesión corporal o enfermedad grave e incurable, se incurrirá en prisión de dieciséis (16) a  treinta y seis (36) meses.

Sobre el último caso, la Corte Constitucional, mediante sentencia C-239/97 establece la diferencia entre suicidio asistido y eutanasia activa, la cual en Colombia es legal.

### España
Según el Código Penal (Ley Orgánica 10/1995, de 23 de noviembre), el artículo 143 castiga como delitos autónomos una serie de modalidades de participación en un suicidio ajeno:

1. El que induzca al suicidio de otro será castigado con la pena de prisión de cuatro a ocho años.

2. Se impondrá la pena de prisión de dos a cinco años al que coopere con actos necesarios al suicidio de una persona.
3. Será castigado con la pena de prisión de seis a diez años si la cooperación llegara hasta el punto de ejecutar la muerte.

4. El que causare o cooperare activamente con actos necesarios y directos a la muerte de otro, por la petición expresa, seria e inequívoca de éste, en el caso de que la víctima sufriera una enfermedad grave que conduciría necesariamente a su muerte, o que produjera graves padecimientos permanentes y difíciles de soportar, será castigado con la pena inferior en uno o dos grados a las señaladas en los números 2 y 3 de este artículo.

### Francia
Los casos contemplados en la Sección 6 del código penal francés sobre la provocación del suicidio son:
- Artículo 223-13: Provocar el suicidio de otro se sancionará con tres años de prisión y una multa de 45.000 euros cuando la provocación haya sido seguida de suicidio o intento de suicidio. Las penas se incrementan a cinco años de prisión y multa de 75.000 euros cuando la víctima de la infracción tipificada en el párrafo anterior sea menor de quince años.
- Artículo 223-14 modificado por Ordenanza n.º 2000-916 de 19 de septiembre de 2000- Arte. 3 (V) JORF22 de septiembre de 2000 vigente desde el 1 de enero de 2002: La propaganda o publicidad, cualquiera que sea la modalidad, a favor de productos, objetos o métodos recomendados como medio de suicidio se sanciona con tres años de prisión y multa de 45.000 euros.
- Artículo 223-15: Cuando los delitos previstos en los artículos 223-13 y 223-14 se cometan a través de la prensa escrita o audiovisual, serán de aplicación las disposiciones específicas de las leyes que regulen estas materias en materia de determinación de personas. responsable.
- Artículo 223-15-1 modificado por LEY n ° 2009-526 de 12 de mayo de 2009- Arte. 124: Las personas jurídicas declaradas penalmente responsables, en las condiciones previstas en el artículo 121-2, por los delitos tipificados en este apartado incurren, además de la multa en los términos previstos en el artículo 131-38.

## Historia
La defensa o apología del suicidio ha ocurrido en muchas culturas y subculturas. El confucianismo sostiene que uno debe renunciar a su vida, si es necesario, ya sea de forma pasiva o activa, en aras de defender los valores morales cardinales de ren (altruismo) y yi (rectitud). El ejército japonés durante la Segunda Guerra Mundial alentó y glorificó los ataques kamikaze, y la sociedad japonesa en su conjunto ha sido descrita como "tolerante al suicidio" (ver Suicidio en Japón).
Algunos casos históricos conocidos han sido:
- Quinto Lutacio Cátulo (cónsul 102 a. C.)
- Matsunaga Hisahide, samurái japonés muerto en 1577
- Mitrídates VI

Se han dado casos de inducción al suicidio en masa en sectas destructivas.

## Internet
La promoción del suicidio también se ha realizado a través de Internet. Un estudio del British Medical Journal encontró que es probable que las búsquedas en la web de información sobre el suicidio devuelvan sitios que fomenten, e incluso faciliten, los intentos de suicidio. Si bien los recursos pro-suicidio eran menos frecuentes que los sitios neutrales o anti-suicidio, no obstante eran fácilmente accesibles. Existe cierta preocupación de que tales sitios puedan empujar al suicida al límite. Algunas personas forman pactos suicidas con personas que conocen en línea. Algunas personas forman pactos suicidas con personas que conocen en línea. Becker escribe: "Los visitantes adolescentes suicidas corren el riesgo de perder sus dudas y temores sobre el suicidio. Los factores de riesgo incluyen la presión de los compañeros para suicidarse y las citas para suicidios conjuntos. Además, algunas salas de chat celebran a los conversadores que se suicidaron".
William Francis Melchert-Dinkel, de 47 años en mayo de 2010, de Faribault, Minnesota, enfermero con licencia desde 1991 hasta febrero de 2009, está acusado de alentar a la gente a suicidarse mientras miraba como un voyerista en una cámara web.  Supuestamente les dijo a los que estaban contemplando el suicidio qué métodos funcionaban mejor, que estaba bien suicidarse, que estarían mejor en el cielo o que suscribieran pactos suicidas con ellos.  Melchert-Dinkel fue acusado de dos cargos de ayudar al suicidio, por supuestamente alentar el suicidio de una persona en Gran Bretaña en 2005 y otra persona en Canadá en 2008.
La llamada "ley de Suzy" (proyecto de ley llamado así por Suzanne Gonzales, quien se suicidó en 2003 tras acceder a información del grupo alt.suicide.holiday de Usenet) prohibiría, en los EE. UU., los sitios que brinden información sobre métodos suicidas o que ayuden al suicidio. Ha habido algunas prohibiciones legales en los sitios web pro-suicidio, sobre todo en Australia, pero al parecer tales prohibiciones simplemente han alentado a los propietarios de estos sitios a trasladarlos a otras jurisdicciones.